# 柴田敏夫
柴田 敏夫（しばた としお、1917年3月27日 - 1984年6月29日）は、日本のジャーナリスト、経営者。九州朝日放送社長を務めた。大阪府大阪市出身。

## 経歴
1941年に京都帝国大学法学部政治学科を卒業し、同年に朝日新聞社に入社。1977年6月に九州朝日放送専務に就任し、1981年6月には社長に就任。
1984年6月29日に心不全のために死去。67歳没。